# Michel Aupetit
Michel Aupetit là một giám mục người Pháp của Giáo hội Công giáo Rôma. Ông hiệm đảm nhận vai trò Đại diện Giáo hội Công giáo Đông phương tại Pháp (từ 2018). Trước đó, ông từ đảm nhiệm chức Giám mục Phụ tá Tổng giáo phận Paris và Giám mục chính tòa Giáo phận Nanterre, Tổng giám mục Paris. Từ ngày 22 tháng 12 năm 2018, ông là thành viên Thánh bộ Giám mục của Tòa Thánh.

## Thân thế và tu tập
Tổng giám mục Michel Aupetit sinh ngày 23 tháng 3 năm 1951, tại Versailles nước Pháp. Thời niên thiếu, chàng thanh niên sinh trưởng tại Chaville và Viroflay. Với quyết định hướng đến việc trở thành bác sĩ, do đó, sau khi tốt nghiệp trung học tại trường công lập Lycée Hoche ở Versailles, cậu tiếp tục theo học tại Trường y khoa Bichat (còn gọi là Đại học Paris VII) và năm 1976, cậu đậu văn bằng tiến sĩ y khoa. Sau khi tốt nghiệp, vị bác sĩ trẻ đến làm chuyên gia y tế ở Colombes, một thị trấn nhỏ ở ngoại ô Paris, ngoài ra, bác sĩ Aupetit còn là một nhà nghiên cứu chuyên sâu về về đạo đức sinh học và đã giảng dạy phân môn này ở bệnh viện Henri Mondor, tọa lạc tại Créteil. Năm 1994, Aupetit tốt nghiệp bác sĩ y khoa và nhận văn bằng đạo đức y khoa và tiến đến làm việc tại Colombes trong khoảng thời gian hơn 10 năm, từ năm 1979 đến năm 1990. Sau đó, ông quyết định đến với con đường tu trì và theo học tại chủng viện Saint-Augustin, và tốt nghiệp cử nhân thần học.
Nói về xuất thân và gia đình mình, Aupetit chia sẻ: "Không ai trong gia đình tôi thực hành đạo, ngoại trừ mẹ tôi, là người đến nhà thờ mỗi ngày Chúa Nhật. Tôi không phải là chú giúp lễ cũng không phải là một hướng đạo sinh, và tôi chưa từng theo học tại một trường học Công giáo. Cha tôi không bao giờ đến nhà thờ. Nhưng mẹ tôi đã dạy tôi và hai anh em tôi cầu nguyện.

## Linh mục
Ngày 24 tháng 6 năm 1995, Phó tế Michel Aupetit tiến việc được truyền chức linh mục. Tân linh mục là linh mục thuộc Tổng giáo phận Paris, và nghi thức truyền chức cũng do Hồng y Jean-Marie Lustiger, Tổng giám mục Paris chủ sự. SAu khi được thụ phong, ông được điều giữ vị trí linh mục phó xứ giáo xứ Saint-Louis-en-l'Île, sau đó từ năm 1998 đến  năm 2001, ông là linh mục phó giáo xứ Saint Paul-Saint Louis, đồng thời kiêm nhiệm thêm vị trí tuyên úy các trường cấp 2 và 3 tại Marais.
Sau đó trong khoảng thời gian từ năm 2001 đến năm 2006, linh mục Aupetit đảm nhận vị trí linh mục chính xứ giáo xứ Notre Dame de l'Arche d'Alliance. Song song với chức vụ trên, từ năm 2004 đến năm 2006, linh mục Aupetit  kiêm nhiệm chức vụ quản hạt Pasteur-Vaugirard quận 15 Paris. Kể từ năm 2006, ông là linh mục tổng đại diện Tổng giáo phận Paris.

## Giám mục

### Giám mục Phụ tá Paris
Ngày 2 tháng 2 năm 2013, Tòa Thánh loan báo Giáo hoàng Biển Đức XVI đã quyết định tuyển chọn linh mục Michel Aupetit, hiện là Tổng Đại diện Tổng giáo phận Paris làm Giám mục Phụ tá Giáo phận này, đồng thời mang danh hiệu Giám mục Hiệu tòa Maxita. Lễ tấn phong cho vị giám mục tân chức được cử hành sau đó vào ngày 19 tháng 4 cùng năm với phần nghi thức truyền chức được cử hành bởi 3 giáo sĩ cấp cao, gồm chủ phong là Hồng y André Armand Vingt-Trois, Tổng giám mục Tổng giáo phận Paris, hai vị phụ  phong, gồm có Giám mục Eric Marie Pierre Henri Aumonier, Giám mục chính tòa Giáo phận Versailles và Giám mục Jean-Yves André Michel Nahmias, Giám mục chính tòa Giáo phận Meaux. Tân giám mục chọn cho mình châm ngôn:Je suis venu pour que les hommes aient la vie pour qu'ils aient en abundance.

### Giám mục Nanterre
Ngày 4 tháng 4 năm 2014, Giáo hoàng Phanxicô thuyên chuyển Giám mục Aupetit làm Giám mục chính tòa Giáo phận Nanterre. Ông chính thức nhận chức vụ này ngày 4 tháng 5 cùng năm. Trong cuộc trả lời phỏng vấn vào năm 2015 cho tờ báo Paris Match, ông chia sẻ:Ước mơ của tôi bây giờ là trở thành một linh mục ở vùng quê

## Tổng giám mục
Ngày 7 tháng 12 năm 2017, Tòa Thánh loan tin Giáo hoàng đã quyết định chọn Giám mục Michel Aupeit làm Tổng giám mục chính tòa Tổng giáo phận Paris, kế nhiệm Hồng y André Armand Vingt-Trois hồi hưu vì lý do tuổi tác theo Giáo luật. Ông chính thức nhận chức vụ này vào ngày 6 tháng 1 năm 2018.
Vào cuối tháng 11 năm 2021, Tổng giám mục Aupetit đề nghị từ chức sau khi chính thức thừa nhận có một mối quan hệ với một người phụ nữ vào năm 2012 (trước khi trở thành giám mục). Ông cũng phản bác các cáo buộc từ phía báo chí cho rằng ông có một cuộc sống hai mặt và một mối quan hệ tuy không có tình dục, nhưng "không minh bạch". Ông được chấp thuận đơn từ nhiệm ngày 2 tháng 12 năm 2021.

## Tác giả
Tổng giám mục Aupetit là tác giả nhiều tác phẩm y khoa và thần học:
- 1999: Contraception: la réponse de l'Église. Ed. Pierre Téqui. [Ngừa Thai: câu trả lời của Giáo hội].[3]
- 2005: Découvrir l'Eucharistie, en collaboration avec Christian Clavé. Ed. Salvator.
- 2008: L'embryon, quels enjeux ? Ed. Salvator.[Tế bào gốc:Vấn đề là gì?].[3]
- 2009: La mort, et après ? Ed. Salvator. Cái chết, và sau đó?.[3]
- 2011: L'homme, le sexe et Dieu. Ed. Salvator.
- 2016: Construisons-nous une société humaine ou inhumaine ? Ed. du Moulin.